# گمینا دشچنو
گمینا دشچنو (به لهستانی:  Gmina Deszczno) یک گمینا در لهستان است که در شهرستان گوژوف واقع شده‌است. گمینا دشچنو ۱۶۸٫۳۵ کیلومتر مربع مساحت و ۷٬۴۹۳ نفر جمعیت دارد.